# Jetzt dreht die Welt sich nur um dich (Film)
Jetzt dreht die Welt sich nur um dich ist ein österreichischer Schlagerfilm von Wolfgang Liebeneiner aus dem Jahr 1964. In den Hauptrollen agieren Gitte Hænning und Rex Gildo, in tragenden Rollen Gustav Knuth, Ruth Stephan, Gunther Philipp, Hans Söhnker und Claus Biederstaedt.
Das Filmplakat titelte seinerzeit: „Ein Farbfilm-Lustspiel mit Romantik, viel Temperament und noch mehr Musik!“

## Handlung
Lilian, die Tochter des dänischen Zeitungskönigs Holger Andreesen, ist verrückt nach Musik. Ihr Vater hat sie gerade aus dem Internat in Lausanne zurück nach Dänemark geholt, als Lilian ihn mit der Neuigkeit überrascht, dass sie im Nachtclub Tivoli ein Engagement erhalten habe. Als Andreesen ihr androht, sie sofort zurück ins Internat zu schicken, flieht Lilian mit dem Auto ihrer Tante Henriette nach Deutschland. Unweit von Heidelberg hat sie eine Panne und wird nachts von Martin Fischer abgeschleppt. Der ist zwar eigentlich Jurastudent, verdient sich jedoch in der Autozentrale Vogt als Automechaniker sein Geld fürs Studium.
Martin ist Lilian gegenüber zunächst kritisch eingestellt, sein Chef, der Playboy Stefan Vogt, findet jedoch Gefallen an der jungen Frau. Er bringt sie in einem Gasthof in einem Zimmer unter, das eigentlich für seine amerikanische Liebschaft Baby Bird gedacht war, die jedoch erst am Folgetag erscheint. Da Baby Bird die volle Aufmerksamkeit Stefans beansprucht, hat er keine Zeit mehr für Lilian. Martin springt ein und verbringt mit Lilian einen Tag in Heidelberg. Sie schauen sich alle Sehenswürdigkeiten an und gehen abends in einen Club, wo sie gemeinsam ein Lied singen. Auch Baby Bird und Stefan kommen hinzu und Baby Bird zwingt Martin, mit ihr zu tanzen. Enttäuscht verlässt Lilian den Club. Stefan wittert seine Chance bei Lilian und lädt sie zu einer großen Party ein, zu der laut seiner Aussage rund 20 Personen erwartet werden. In Wirklichkeit hat er jedoch nur Lilian eingeladen, um sie zu verführen.
Martin erfährt, dass Lilians Wagen von der Polizei gesucht wird, weil er ja eigentlich ihrer Tante Henriette gehört. Henriette wiederum ist selbst auf dem Weg nach Heidelberg, da ihr Wagen dort gesichtet wurde. Unterwegs nimmt sie den charmanten Richard Fischer mit, der sich als Vater von Martin entpuppt. Henriette und Richard finden den Wagen in Stefans Autozentrale und erfahren, dass Lilian gerade bei Stefan ist. Diese versucht unterdessen, dessen Annäherungsversuche abzuwehren. Rechtzeitig erscheint Martin, um Lilian vor der Polizei zu warnen, und auch Henriette kommt dazu und macht Stefan klar, dass Lilian keine Diebin ist, sondern die Tochter eines schwerreichen Mannes. Martin wiederum wird klar, dass sie als Tochter aus gutem Hause keine Partie für ihn sein kann. Zu allem Unglück wird Martin auch noch von Stefan entlassen.
Martin trifft mit seinem Vater zusammen, der sich in Henriette verliebt hat. Lilian will bodenständiger werden und schreibt sich zum Jurastudium in Heidelberg ein. Obwohl Lilian nun seine Kommilitonin ist, ignoriert Martin sie weitgehend. Mit Henriettes und Richards Hilfe gelingt es Lilian, ihn zu testen: Sie gibt vor, vor Kummer dem Alkohol verfallen zu sein, und Martin will ihr sofort helfen, ohne die Situation auszunutzen. Eine Versöhnung bringt sie wieder näher zueinander. Stefan jedoch hat noch nicht aufgegeben. Er will Lilian heiraten und sendet ein entsprechendes Telegramm an den Zeitungsmagnaten. Auch Lilian schreibt ihrem Vater, dass sie sich verlobt habe. Holger Andreesen fährt nun aufgebracht nach Heidelberg. Hier kann Martin verhindern, dass sich Stefan mit einem Trick ein Heiratsversprechen von Lilian erpresst. Stefan wiederum wird von Holger Andreesen aufgesucht und fast verprügelt, weil dieser seine Tochter auf keinen Fall an einen bekannten Playboy verlieren will. Stefan muss in seiner Not Baby Bird ein Eheversprechen abnehmen. Holger Andreesen begibt sich zu Henriette und Lilian ins Hotel. Hier finden sich die Paare. Henriette eröffnet ihrem Bruder, dass Richard und sie heiraten werden. Holgers Ehekandidat für Lilian, der Reporter Peter, hat bereits in Japan geheiratet und erscheint mit seiner Frau im Hotel – worauf er von diesem spontan fristlos entlassen wird. Lilian und Martin haben sich verlobt, doch will Holger Andreesen eine Ehe nicht erlauben. Erst als Peter androht, unverzüglich einen Sensationsartikel über die unerfüllbare Liebe von Lilian und Martin zu schreiben und ein entsprechendes Foto des Paares macht, gibt der Zeitungskönig nach: Er segnet die Verbindung beider ab und auch das Foto wird erscheinen – in seiner Zeitung, als Verlobungsbild.

## Produktion

### Produktionsnotizen, Musik im Film
Jetzt dreht die Welt sich nur um dich wurde in Heidelberg und in den Rosenhügel-Filmstudios gedreht. Es handelt sich um einen Film der Wiener Stadthallen-Produktion im Verleih von Constantin Film. Die Filmbauten entwarf Leo Metzenbauer. Für Rex Gildo und Gitte war es ihr erster gemeinsamer Film. Zwar hatte Gitte auch einen Auftritt in Schlagerparade 1960, in dem Rex Gildo eine Hauptrolle spielte, jedoch nur als Sängerin.
Im Film sind verschiedene Schlager zu hören:
- Gitte und Rex Gildo: Jetzt dreht die Welt sich nur um dich und  Der Hokuspokus
- Gitte: Wenn du musikalisch bist
- Rex Gildo: Du küsst wunderbar und Bravo, Bambina

### Veröffentlichung
Jetzt dreht die Welt sich nur um dich kam am 11. September 1964 per Massenstart in die Kinos. In Dänemark wurde der Film am 3. Dezember 1964 unter dem Titel Gitte og Rex veröffentlicht.
Alive gab den Film am 30. Oktober 2015 innerhalb der Reihe „Juwelen der Filmgeschichte“ auf DVD heraus.

## Kritik
Der Filmbeobachter befand, dass „das Niveau dieser billigen Unterhaltung immerhin um einige Zentimeter den Schnitt des allgemeinen Mittelmaßes gängiger Schlagerfilme überragt“.
Der film-dienst nannte Jetzt dreht die Welt sich nur um dich eine „anspruchslose Musikschnulze.“ Für Cinema war der Film „seltsam spießig, selten spaßig. Fazit: Damals ein Hit – heute eine Niete“ und in einer späteren Kritik ein „spießiges Trallala mit einem ‚Traumpaar‘ des Sixties-Schlagers“. Fazit: „Dümmliches Gebalze mit dicker Staubschicht.“